# Aline Seitz
Aline Seitz (17 februari 1997) is een Zwitsers wielrenster. Ze combineert zowel het wegwielrennen, het mountainbiken als het baanwielrennen. Seitz won in 2018 de scratch tijdens de wereldbekerwedstrijd in Minsk.
Seitz nam namens Zwitserland deel aan de Europese Spelen van 2019 in Minsk. Tijdens deze spelen behaalde ze zesde plaats op het omnium en een zevende plaats op de scratch.

## Palmares

### Wegwielrennen
2014
 Zwitsers kampioenschap tijdrijden, Junioren
 Zwitsers kampioenschap op de weg, Junioren
2015
 Zwitsers kampioenschap tijdrijden, Junioren
 Zwitsers kampioenschap op de weg, Junioren

### Baanwielrennen
| Jaar  | ZK                                                         | EK    | WK    | Overig                           |
| Elite | Elite                                                      | Elite | Elite | Elite                            |
| ----- | ---------------------------------------------------------- | ----- | ----- | -------------------------------- |
| 2017  | koppelkoers, omnium · scratch, puntenkoers                 |       |       | Genève: omnium Grenchen: scratch |
| 2018  | omnium, scratch · puntenkoers, koppelkoers · achtervolging |       |       | WB Minsk: scratch                |
| 2019  | omnium, scratch · koppelkoers, puntenkoers                 |       |       |                                  |
| 2020  | scratch, puntenkoers · afvalkoers, omnium                  |       |       |                                  |